# Баадани, Шимон
Шимон Баадани (ивр. שמעון בעדני‎, 1 января 1928, Хадера, Хадера — 11 января 2023, Рамат-Ган, Тель-Авивский округ) — ведущий сефардский раввин и рош-коллель (глава колеля) Израиля. Он был соучредителем и деканом Колель Тора В’Хаим в Бней-Браке, а также был президентом десятков учреждений Торы. Он также был старшим лидером политической партии Шас и членом раввинского руководящего совета этой партии «Совет мудрецов Торы».

## Ранние годы и образование

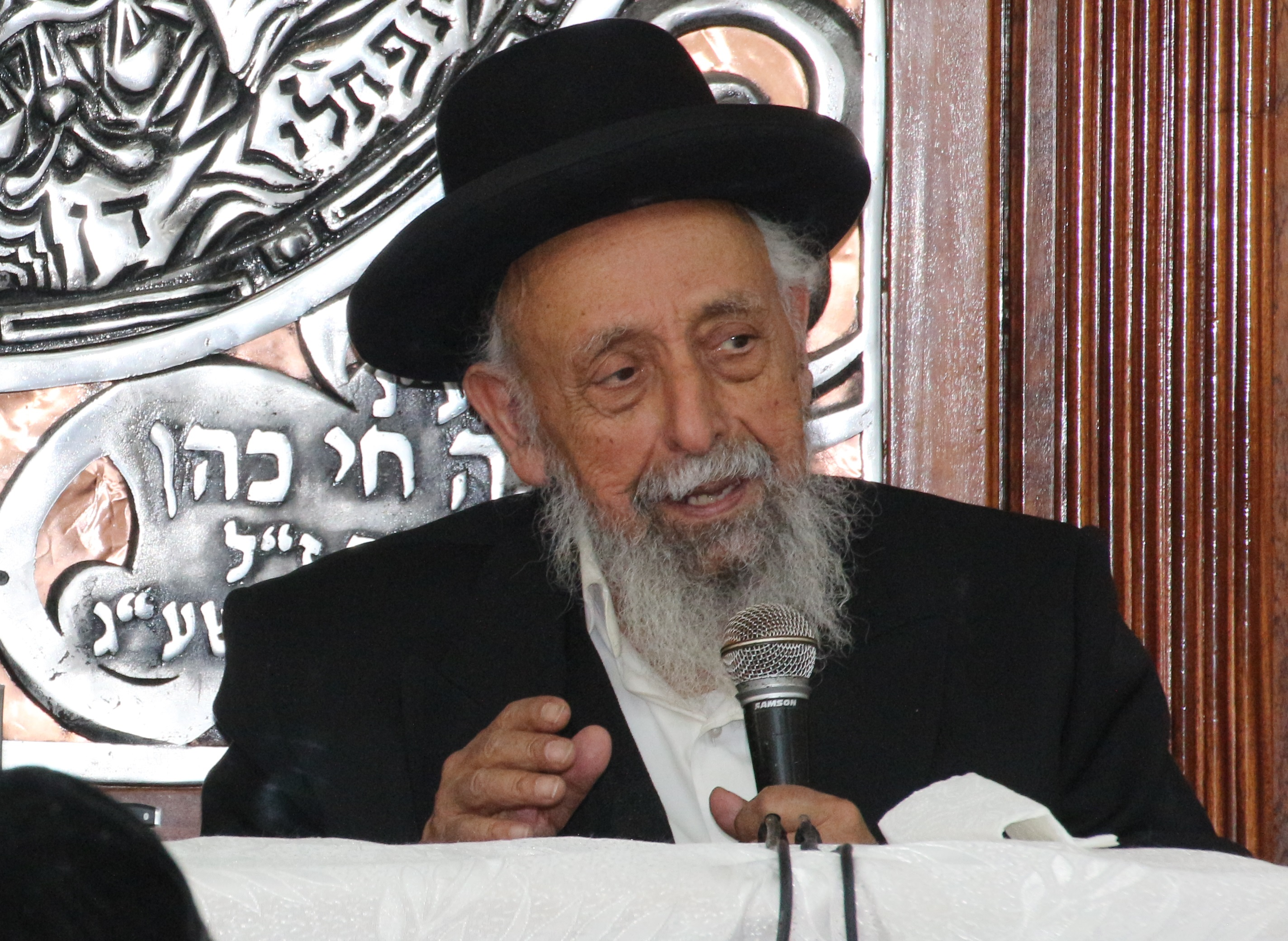
Баадани преподаёт шиур (лекцию на тему Торы), 2018 год.

Шимон Баадани родился в 1928 году в Хадере, Подмандатная Палестина. Его родители, Давид и Хавива Баадани, были евреями из Йемена, у них на родине было десять детей, из которых выжили только два сына и одна дочь. Шимон был их одиннадцатым и последним ребёнком.
Родители Баадани сначала отправили его в школу МАФДАЛ (религиозная сионистская школа), где давали религиозное образование. Баадани продолжил обучение в ешиве Новардок в Хадере, а затем перешёл в ешиву Бейс Йосеф-Новардок в Иерусалиме, где раввин Элазар Шах служил рош-ешивой. Через несколько лет Баадани перешёл в иешиву Порат Йосеф в Иерусалиме, которой тогда руководил рош-ешива Эзра Аттия, по предложению Элазара Шаха. После разрушения здания ешивы Порат Йосеф в Старом городе Баадани попросили создать филиал ешивы в районе Катамон в интересах вновь прибывших еврейских иммигрантов-мизрахим. Позже эта ветвь стала независимой ешивой, которой также руководил Баадани.

## Карьера
Баадани вместе с раввином Моше Пардо основал Колель Тора В’Хаим в Бней-Браке. Он обучил многих учеников, которые впоследствии служили раввинами, рош-ешивами, даянимами (раввинскими судьями) и мореи хораа (галахическими арбитрами) в Израиле и во всём мире. Баадани также был президентом «десятков» учреждений Торы.
Начиная с 1970-х годов Баадани занимался укреплением еврейских общин Латинской Америки. По настоянию раввина Давида Касина, служителя Конгрегации Кетер Тора в Мехико, Баадани послал своего ученика раввина Хаима Харари основать ешиву в этом городе. Баадани посетил Аргентину в конце XX века, призывая еврейские семьи отправлять своих сыновей в ешивы в Израиле. Он регулярно ездил в Мексику и Панаму, чтобы поддержать и эти общины.

## Политические взгляды

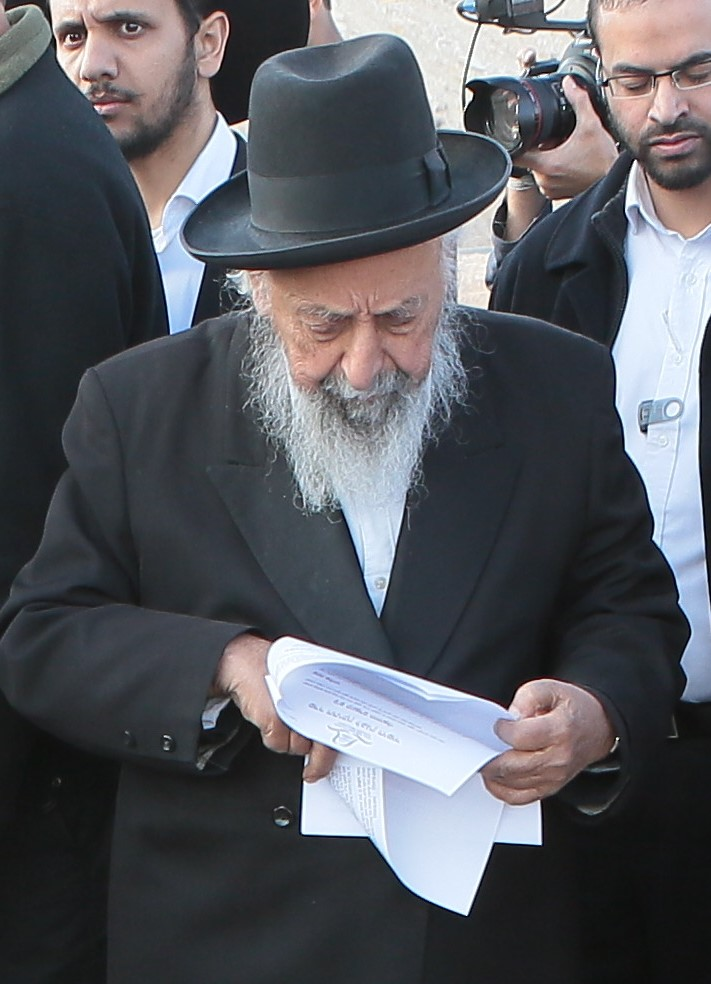
Баадани на церемонии закладки краеугольного камня в Харише, Израиль, 2015 год.

Баадани участвовал в формировании партии Шас в 1984 году. Он был членом раввинского руководящего совета партии Моецет Хахмей ха-Тора («Совет мудрецов Торы»). 
Баадани часто вызывал споры из-за своей откровенности по политическим вопросам. Он не боялся высказывать своё мнение, даже если его комментарии были спорными. Побывав в правительстве Эхуда Барака с 1999 по 2001 год, Баадани сказал, что это было похоже на «жизнь в Содоме». Он напал на партнёров Шас по коалиции в правительстве Нетаньяху в 2013–2015 годах, назвав Яира Лапида «Амалеком», а религиозных сионистских раввинов и лидеров «Еврейского дома» «животными и идиотами». В 2006 году он предположил, что причина инсульта премьер-министра Ариэля Шарона заключалась в том, что Шарон присоединился к светской партии Шинуй. Он добавил, что те, кто не проголосовал за Шас на выборах, попадут в ад. В июне 2008 года Шимон Баадани открыто критиковал Тель-Авивский парад гордости, заявив: «Так много грязи на улице и этим можно гордиться? В еврейском народе такого не было. Это отвратительно».

## Личная жизнь
Баадани был известен своим простым образом жизни и манерой поведения. Он был доступен петиционерам у себя дома и по телефону; у него был указан номер, и он сам отвечал на звонки. У него не было своей собственной ассоциации или центрального фонда, но он помогал вдовам со своего личного банковского счёта и давал тфилин мальчикам-сиротам, празднующим свою бар-мицву. Он добился успеха в области шиддухим (сватовства); среди союзов, которые он предложил, есть браки лидеров Торы, в частности, раввина Ришон-Лециона Элияху Бакши-Дорона. Одну комнату своего дома он отвёл под сватовскую организацию и сам выплачивал зарплату шадханим (свахам).
Баадани женился на Шуламит Абадай, у пары было семеро детей. Его сыновья: раввин Давид Йешая Баадани, рош колель Колель Тахарот в Иерусалиме, основанного его отцом; раввин Моше Баадани, рош хабура (руководитель учебной группы) в колеле; и раввин Хаим Баадани, директор учреждений Торы В’Хаим. У него также есть четыре дочери.
В 2014 году 17-летний внук Баадани Шалом Аарон Баадани, сын раввина Давида Йешая Баадани, был убит палестинским террористом в результате наезда автомобиля возле станции иерусалимского скоростного трамвая. 
Баадани умер после продолжительной болезни 11 января 2023 года в возрасте 94 лет.